# مل‌خرک جنوبی
ملخرک جنوبی روستایی از توابع بخش مرکزی شهرستان دیر استان بوشهر در جنوب ایران.

## جمعیت
این روستا در دهستان حومه دیر قرار دارد.